# 수생곤충
수생곤충(水生昆蟲)은 애벌레 시절이나 일생의 전부를 민물에서 사는 곤충들을 뜻한다. 물에 사는 곤충, 수서 곤충이라고도 한다.
종류는 하루살이목, 잠자리목, 강도래목, 노린재목, 뱀잠자리목, 딱정벌레목, 파리목, 날도래목, 나비목으로 분류된다.
식성도 초식 곤충, 잡식 곤충, 육식 곤충으로 다양하다. 채집하여 어항에서 사육할 수 있다. 다른 생물들도 그렇지만, 수서곤충도 무분별한 개발, 쓰레기투척, 화학약품 등으로 인한 서식지파괴로 생존을 위협받아, 그 개체수가 계속 줄어들고 있어서 보호받아야 하는 생물 중 하나이다.

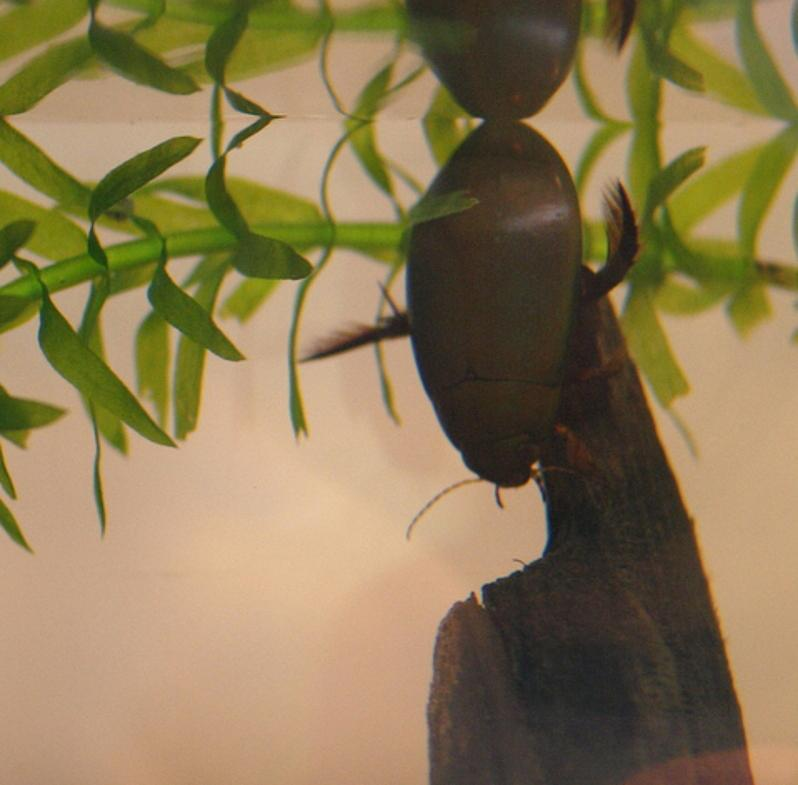
검정물방개

## 일생의 부분을 물 속에 사는 곤충
이는 반수서곤충이라 하며, 유충시기를 물속에서 보내고, 번데기과정을 거치지 않고 성충으로 우화한다.
- 잠자리 유충 : 수채로도 불리는 잠자리 애벌레는 강력한 아래턱을 사용하여 물고기, 올챙이 등의 작은 생명체들을 잡아먹으며, 번데기 시기가 없이 유충 시기에서 허물을 벗음으로써 성충이 된다. 성충이 될 때에는 물 밖으로 나와 날개돋이를 한다.
- 하루살이 유충 : 애벌레는 물 속에서 지내며, 어른벌레는 물 밖에서 우화한다.
- 날도래 유충 : 애벌레는 자신을 보호하기 위해 자갈이나 모래 등으로 은신처를 만들어 지고 다닌다. 그물을 이용하는 종류도 있다.
- 뱀잠자리 애벌레 : 애벌레는 맑은 물 속에서 살고 아가미 호흡을 한다.
- 강도래 유충 : 하루살이와 동일하다.
- 일부 반딧불이 유충 : 애반딧불이나 운문산반딧불이와 같은 종은 애벌레 시기를 맑은 물 속에서 보낸다. 이들의 애벌레는 물 속에서 다슬기와 같은 먹이를 먹는다.
- 물삿갓벌레 유충 : 하천에만 서식하며, 녹조류를 먹는다.

## 평생 물에 사는 곤충
이를 진수서곤충이라 하며, 알이나 유충 시기부터 사망할 때까지 물 속에서 일생을 보낸다.

### 딱정벌레목
몸이 딱딱한 껍질로 보호받으며, 턱을 사용하여 먹이를 씹어먹는다. 물방개처럼 애벌레와 어른벌레 모두 육식인 경우, 애벌레시기에는 육식이고 어른벌레때는 초식인 경우로 구분된다. 공기를 몸에 저장하여 호흡한다.
- 물방개과: 어른벌레와 애벌레 모두 물고기, 동물의 사체, 올챙이 등작은 생명체들을 잡아먹는다. 애벌레는 소화액을 주입하고, 어른벌레는 턱을 사용한다. 알로 번식하며 땅에서 번데기 시기를 보낸다. 원래 살던 자연과 비슷한 환경을 만들어준다면 어항에서 사육할 수 있다.
- 물땡땡이과: 수초에 알주머니를 만들어서 번식한다. 애벌레는 작은 동물들을 먹는 육식동물이지만 어른벌레가 되면 물에 사는 식물을 먹는다. 산란기에는 육식을 하기도 한다.
- 물맴이과: 물을 맴도는 딱정벌레이다.
- 물진드기과: 기어 걸어가는 딱정벌레이다.

### 노린재목
침같은 입을 사용하여 먹이의 체액을 빨아먹는 육식곤충들이다(일부 제외). 긴 관으로 호흡한다.(일부 제외) 불완전탈바꿈을 하므로 애벌레 시절, 유충이라고도 하지만 약충이라고도 한다.
- 물장군과
- 물빈대과
- 물둥구리과
- 소금쟁이과
- 실소금쟁이과
- 장구애비과
- 물벌레과
- 송장헤엄치게과
- 둥글물벌레과